# 遷移金属アルケン錯体
遷移金属アルケン錯体（せんいきんぞくアルケンさくたい、英語: transition metal alkene complex）は、有機金属化学において、アルケン配位子を含む錯体を意味する。触媒を用いてアルケンを他の有機化合物に変換する際に、中間体としてよく現れる。

## モノアルケン
最も単純なモノアルケンはエチレンであり、ツァイゼ塩（図を参照）、Rh2Cl2(C2H4)4、Cp*2Ti(C2H4)、ホモレプティック錯体であるNi(C2H4)3などの多くの錯体が知られている。置換モノアルケンとしてはクロロビス(シクロオクテン)ロジウム二量体で見られるシクロオクテンなどがある。TCNE、テトラフルオロエチレン、無水マレイン酸、フマル酸エステルなどの電子吸引基を持つアルケンは酸化数の小さい金属に強く配位し、0価の金属とも多くの錯体を形成する。

## ジエン、ポリエンや他の複雑なアルケン配位子
よく研究されたキレート配位子としてブタジエン、シクロオクタジエン、ノルボルナジエンがある。シクロヘプタトリエン、シクロオクタテトラエンなどのトリエンやテトラエンは隣接する複数の炭素中心によって金属に配位できる。ケトアルケンはテトラハプト配位子であり、(ベンジリデンアセトン)鉄トリカルボニルやトリス(ジベンジリデンアセトン)ジパラジウム(0) のように酸化数の低い、高度に配位不飽和な金属を安定化できる。

金属アルケン錯体
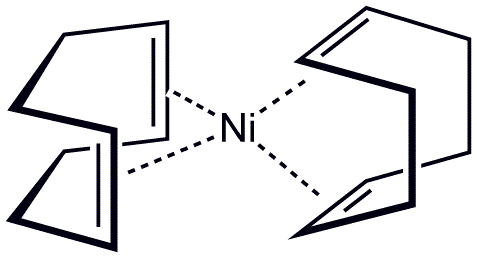
触媒や"裸のニッケル"源となるビス (1,5-シクロオクタジエン) ニッケル(0)
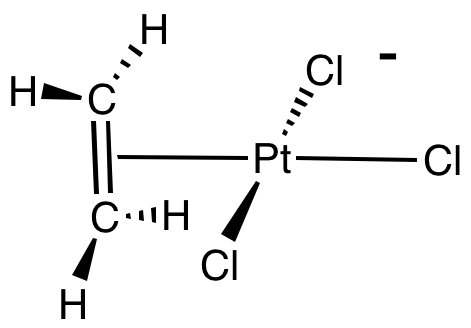
最初に発見されたアルケン錯体であるツァイゼ塩のアニオン。
"RhCl"源となるクロロビス(シクロオクテン)ロジウム二量体
強力な水素化触媒であるクラブトリー触媒。
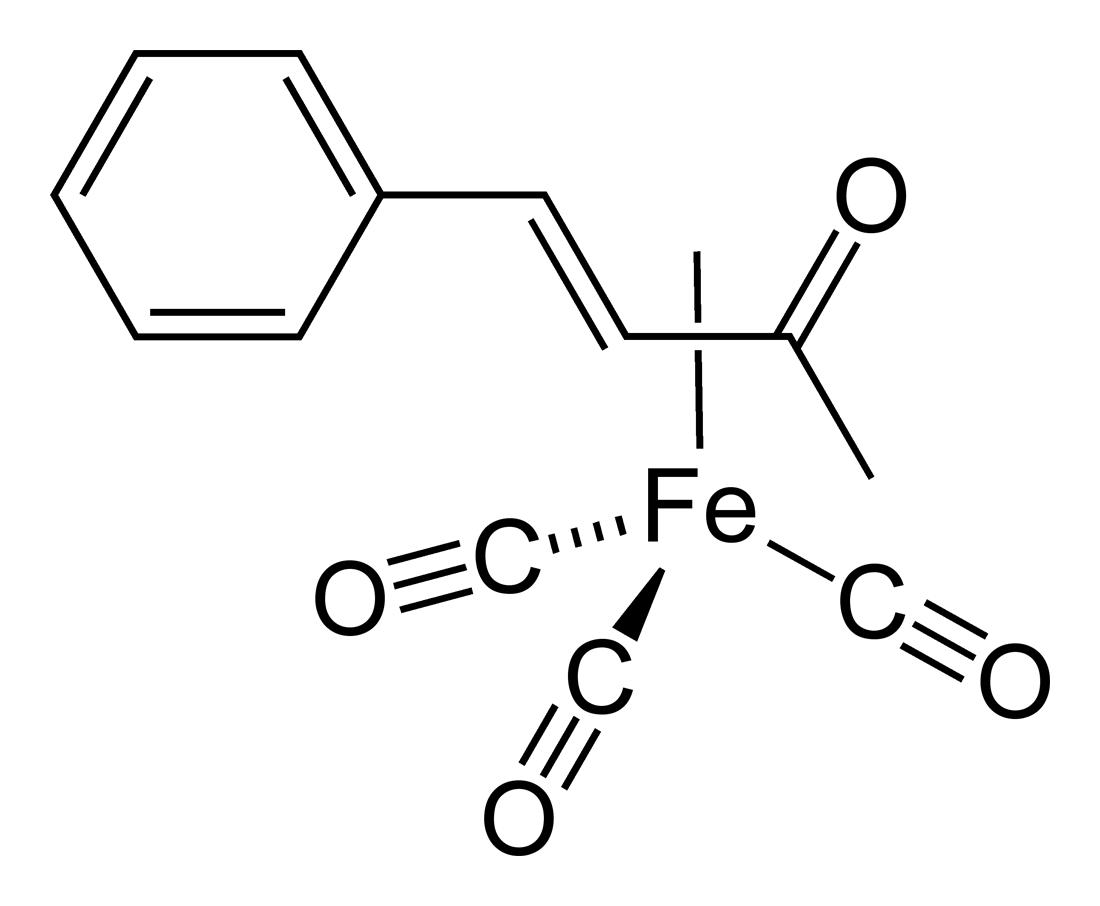
"Fe(CO)3"源となる(ベンジリデンアセトン)鉄トリカルボニル
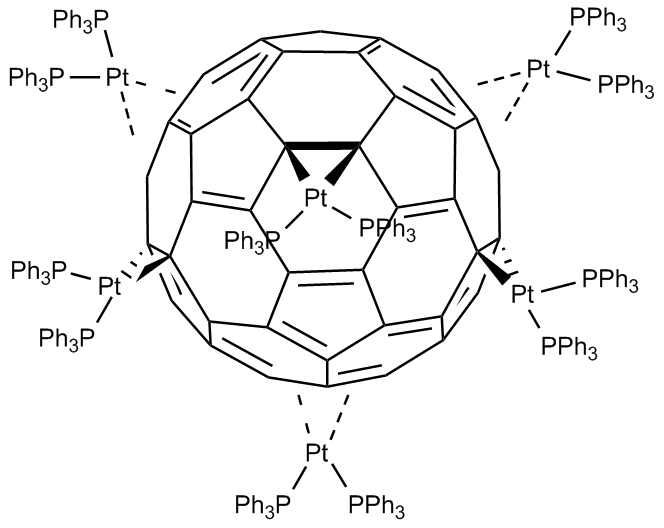
フラーレン錯体である[ [Et3P]2Pt]6(η2:η2:η2:η2:η2:η2-C60)。
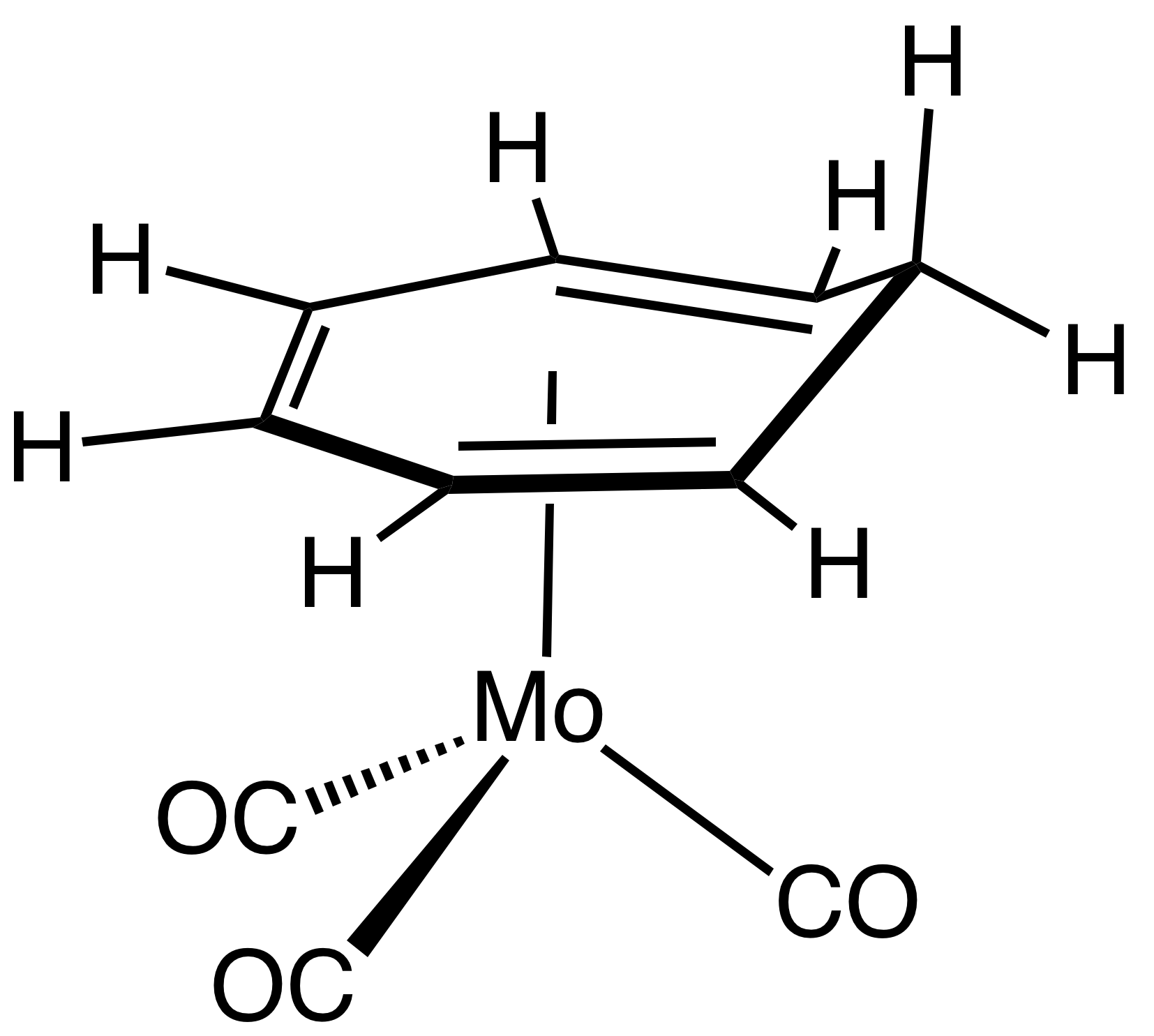
シクロヘプタトリエン錯体であるMo(C7H8)(CO)3。
シクロオクタテトラエン錯体であるFe(C8H8)2
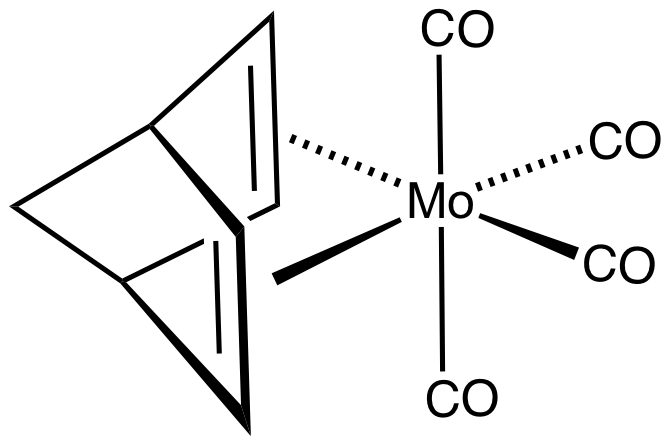
"Mo(CO)4"源となる(ノルボルナジエン)モリブデンテトラカルボニル（英語版）
(Xylylene)Fe(CO)3。キシリレンは不安定な化合物だが、配位子となることで安定化されている。

## 結合

(acac)Rh(C_{2}H_{4})(C_{2}F_{4})の構造。赤字はピコメートル単位の距離。

デュワー・チャット・ダンカンソンモデルによると、アルケンと遷移金属の結合はアルケンのπ軌道が金属の空軌道へ電子を供与することと、金属が他の電子をアルケンの反結合性π軌道へ逆供与することで生成する。酸化数の小さい早期遷移金属（Ti(II), Zr(II), Nb(III) 等）は強いπ供与体である。そのアルケン錯体は「メタラシクロプロパン」 (metallacyclopropanes) と表現され、このような錯体を酸処理すると対応するアルカンが得られる。これに対し後期遷移金属 (Ir(I), Pt(II)) はπ供与性が弱く、アルケンとはルイス酸–ルイス塩基として相互作用する傾向がある。アルケンの側においても同様で、例えばC2F4はC2H4より強いπ受容体であり、これは金属-炭素間の結合長にも反映される。

結合の画像
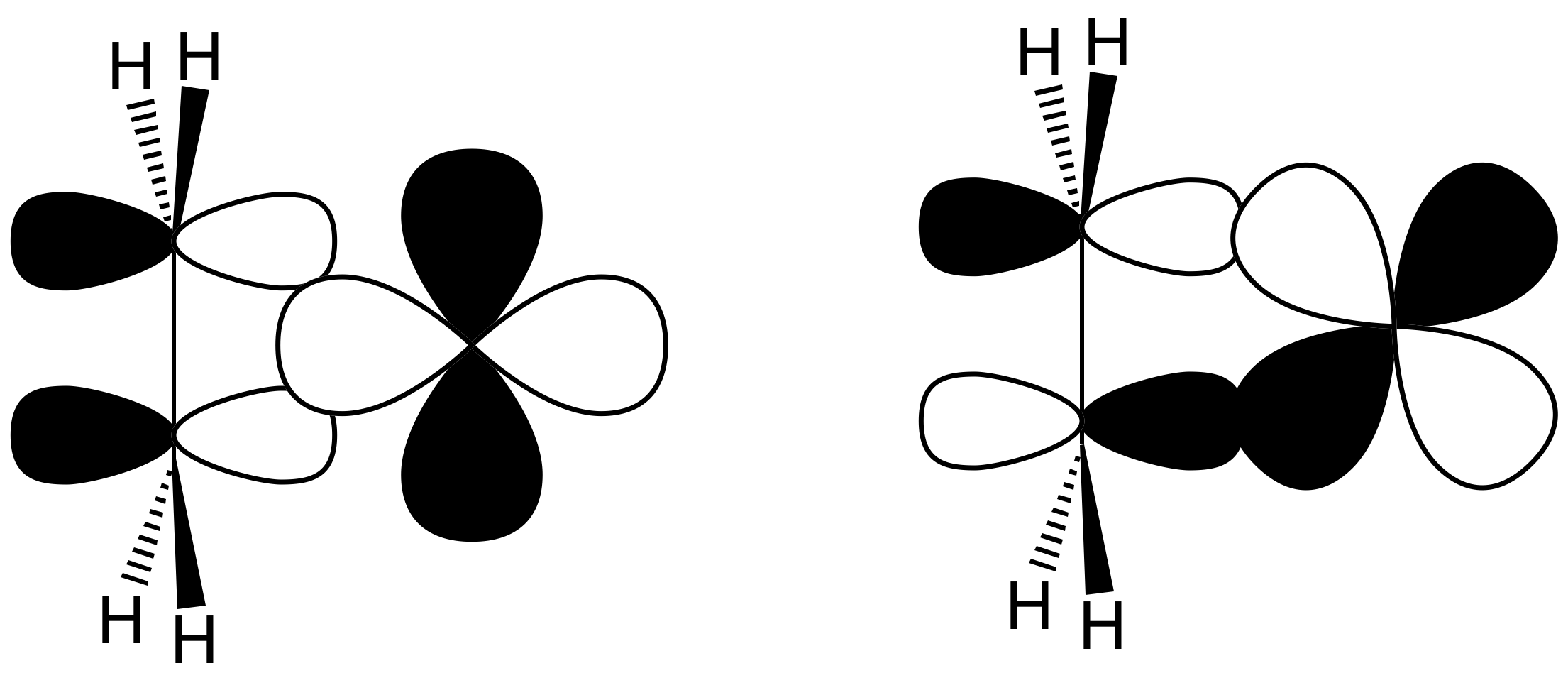
デュワー・チャット・ダンカンソンモデルに基づいた金属-エチレン錯体の軌道相互作用。
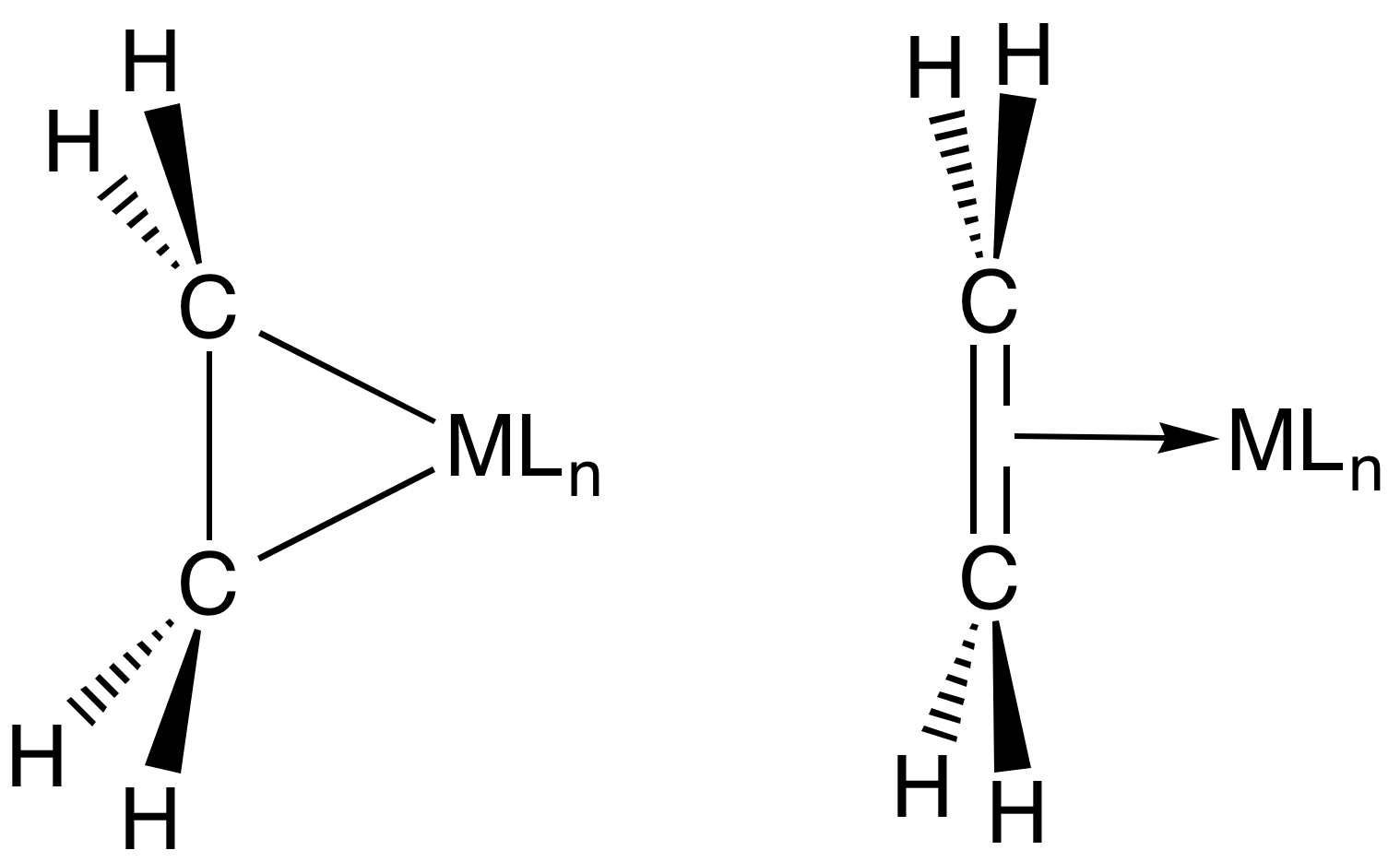
金属-C2H4結合の2つの極限構造。

### 回転障壁
金属中心に対するアルケンの回転障壁は、金属-アルケン間のπ結合の強度に依存する。CpRh(C2H4)(C2F4)においてエチレン配位子の回転障壁は12 kcal/molと観測されたが、Rh-C2F4の方は回転が観察されなかった。

## 反応と利用
配位したアルケンは、不飽和化合物としての性質の多くを失う。有名な反応としては転移挿入があり、アルケンがアルキルまたはヒドリド配位子の攻撃を受け新たなアルキル錯体が形成される。カチオン性のアルケン錯体は求核攻撃を受けやすい。

### 触媒
遷移金属触媒を用いた重合反応、水素化、ヒドロホルミル化等の多くの反応において、中間体としてアルケン錯体が生成する。

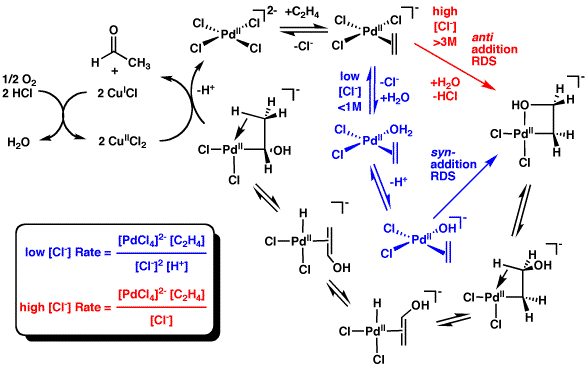
ワッカー酸化の反応機構。中間体としてパラジウム-アルケン錯体が生成する。

### 分離
アルケンの合成時には同時にアルカンも生成するため、両者の分離は商業的に重要である。この分離技術は、アルケンと可逆的に結合するAg+またはCu+の塩を含む促進輸送膜に依存している。
銀イオンクロマトグラフィーでは、アルケンの種類と数に基づいて有機化合物を分析するため銀塩を含む固定相が用いられる。この手法は、不飽和の脂質や脂肪酸の組成分析に広く利用されている。

## 天然化合物
天然の金属アルケン錯体は珍しいが、エチレンが果実や花の成熟を促進する作用は、転写因子のCu(I) 中心にエチレンが配位することによる。